# الرستاق (الرستاق)
الرستاق منطقة سكنية تقع في ولاية الرستاق، التابعة لمحافظة جنوب الباطنة في سلطنة عُمان. يقدر عدد سكانها بـ 28079 نسمة حسب إحصاء عام 2010 التابع للمركز الوطني للإحصاء والمعلومات الحكومي. رمز المنطقة هو 70100000.

## الوصلات الخارجية
- المركز الوطني للإحصاء والمعلومات، سلطنة عمان